# دفنة طوروسية
دفنة طوروسية (الاسم العلمي:Daphne taurica) هي نوع من النباتات تتبع جنس الدفنة من الفصيلة المثنانية.